# Reefer Madness
Reefer Madness (ursprunglig titel: Tell Your Children) är en propagandafilm från 1936. Filmen behandlar de tragiska händelser som inträffar efter att high school-elever i USA luras av langare att pröva cannabis. Olyckor, dråp, självmord, våldtäkt och en nedåtgående spiral mot galenskap sätts i rörelse.
Filmen regisserades av Louis Gasnier och hade mestadels okända skådespelare. Filmen finansierades från början av en kyrkgrupp och gjordes under titeln Tell Your Children (Säg åt dina barn).

## Rollista
| Dorothy Short   | – Mary Lane          |
| Kenneth Craig   | – Bill Harper        |
| Lillian Miles   | – Blanche            |
| Dave O'Brien    | – Ralph Wiley        |
| Thelma White    | – Mae Coleman        |
| Carleton Young  | – Jack Perry         |
| Warren McCollum | – Jimmy Lane         |
| Pat Royale      | – Agnes              |
| Josef Forte     | – Dr. Alfred Carroll |
| James Ard       | – Officer Chuckman   |
| Harry Harvey    | – Junior Harper      |